# 黑鰭駝背脂鯉
黑鰭駝背脂鯉（学名：Cyphocharax nigripinnis），為輻鰭魚綱脂鯉目脂鯉亞目無齒脂鯉科的其中一個種，分布於南美洲亞馬遜河中游流域，體長可達6.5公分，棲息在河川底中層水域，生活習性不明。